# A sötétség krónikája
A sötétség krónikája egy 2004-es amerikai akció-fantasy film, mely a 2000-ben készült Pitch Black – 22 évente sötétség folytatása. Ezt a filmet is David Twohy rendezte, és Richard B. Riddick szerepében ismét Vin Dieselt láthatjuk. A főbb szerepekben Karl Urban, Judi Dench, Thandiwe Newton és Colm Feore tűnik fel.
A film angol címe "The Chronicles of Riddick", és ennek nyomán, amikor 2003-ban újra kiadták DVD-n a Pitch Black c. filmet, a címét megváltoztatták The Chronicles of Riddick: Pitch Black-re. Továbbá használták a címet az animációs rövidfilm, a Riddick – A sötét dühben, valamint a 2004-ben kiadott videójátékban, a The Chronicles of Riddick: Escape from Butcher Bay-ben.
A film folytatása a Riddick, mely 2013. szeptember 6-án debütált a mozikban.

## Cselekmény
|  | Alább a cselekmény részletei következnek! |

A történet a Pitch Black – 22 évente sötétség folytatása.
5 év telt el azóta, hogy Riddick megmentette az Imám nevű muszlimot és Jack nevű lányt egy ismeretlen, vérszomjas lényekkel teli bolygóról. Azóta folyton menekül, mivel fejvadászok üldözik. Egy alkalommal azonban üldözői ellen fordul, majd azok vezetőjétől, Toombstól megtudja: egy muzulmán férfi bérelte fel őket, hogy elfogják.
Ellopva a fejvadászok űrhajóját, eljut a Helion 1 bolygóra, ahol felkeresi Imámot és annak családját. A férfi és egy Aereon nevű elemlény elmondja: azért akarták megtalálni Riddicket, mert ő valószínűleg a világ utolsó fúriai lénye, akin kívül más nem képes végezni az agresszívan terjeszkedő  halálkufárok (nekromongerek) vezetőjével, a lordmarsallal. Imám megemlíti Jacket is: a lányt a Krematória bolygó börtönébe zárták, mivel Riddick után kutatva embert ölt.
Aereon elmesél egy történetet: régen a lordmarsallnak azt jósolták, hogy egy fúriai fog vele végezni, ezért a lordmarsall megtámadta a fúriaiak bolygóját, és mindenkit elpusztított. Csak egy fúriai menekült meg, a gyerek Riddick.
Helioni katonák lépnek be a házba, és mivel kémnek hiszik, rátámadnak Riddickre, ám ő legyőzi támadóit. A halálkufárok serege rátámad a bolygóra, és hatalmas csata alakul ki a földön és a levegőben egyaránt. A harc közben Imám meghal, gyilkosával később Riddick végez.
Másnapra az egész bolygó a halálkufárok gyarmata lesz. Mivel Riddick nem hajlandó behódolni, az orákulumokhoz viszik, ahol kiderül: ő egy fúriai. A katonák megpróbálják megölni, ám ő megszökik. Végül néhány – Toombs vezette – fejvadász jelenik meg, akik elfogják Riddicket.
Toombs Krematóriára viszi a foglyát, ahol Riddick találkozik a rég nem látott Jackkel, aki azóta felvette a Kyra nevet. A lány elmondja: azért ölt embert, hogy börtönbe kerülve olyan sötétben látó szeme legyen, mint Riddicknek.
Mikor az őrök kötekedni kezdenek Kyrával, Riddick végez az egyikőjükkel. Ezután vérszomjas, hatalmas farkasokat engednek a fegyencekre, akik közül néhányat szét is tépnek az állatok.
A farkasok elzárása után Toombs fejvadászai és a börtönőrök összevesznek, és tűzpárbaj alakul ki közöttük. Ezt kihasználva Kyra, Riddick és még néhány rab megszökik a mélységből. Azonban, a felszínen nem csak a frissen odaérkezett, Vaako lord által vezetett halálkufár kommandóval kell megküzdeniük, hanem a felkelő nap égető sugaraival is.
A harc kudarcba fúl: a rabok meghalnak, Kyrát elviszik a halálkufárok, Riddick pedig egy lövéstől ájultan esik össze. Mikor felébred, a halálkufárok egyik tisztje (térítője) elmondja neki, a lányt a Helionra szállították. Felfedi Riddick előtt, hogy ő is fúriai, majd kilép a tűző napra, ahol porrá ég.
Riddick felszáll halott fajtársa űrhajójával, és a Helionra repül. Ott megtudja, hogy Kyra már a lordmarsall szolgálatába állt. Ennek ellenére, harcba száll a természetfeletti képességekkel rendelkező lordmarsallal, aminek a halálkufárok egyik lordja, Vaako és felesége nagyon örülnek. Ugyanis az ő tervük az, hogy mikor a lordmarsall már harcképtelen lesz, Vaako végez vele, így megszerzi a hatalmat.
A harcba Kyra is bekapcsolódik Riddick oldalán, de a lordmarsall halálos sebet ejt rajta. Riddick erre vadabbul kezd harcolni, aminek eredményeként ellenfele sérülten esik térdre. Vaako odaugrik, hogy megölje a sebzett vezért, ám az továbbugrik (villámsebesen tud mozogni), és a gyilkos szúrást Riddicktől kapja.
Ellenfele halála után Riddick a sebesült Kyrához rohan, aki elmondja, hogy mindig is Riddickkel volt. Miután a lány meghal, Riddick elfoglalja az immár őt megillető trónt, ő az új lordmarsall.
Utolsó mondata a filmben: „Amit megöltem, az az enyém.”

## Szereplők
| színész               | szerep                  | magyar hang     |
| --------------------- | ----------------------- | --------------- |
| Vin Diesel            | Richard B. Riddick      | Kálid Artúr     |
| Colm Feore            | Lord Marshal            | Selmeczi Roland |
| Thandiwe Newton       | Dame Vaako              | Németh Borbála  |
| Judi Dench            | Aereon                  | Pásztor Erzsi   |
| Karl Urban            | Vaako                   | Bozsó Péter     |
| Alexa Davalos         | Jack / Kyra             | Kéri Kitty      |
| Linus Roache          | A Halálkufárok térítője | Holl Nándor     |
| Yorick van Wageningen | Guv                     | Bácskai János   |
| Nick Chinlund         | Toombs                  | Viczián Ottó    |
| Keith David           | Imam                    | Koroknay Géza   |
| Christina Cox         | Eve Logan               | ?               |

## Kritikai fogadtatás és bevételek
A sötétség krónikája gyenge kritikában részesült, többek között 30%-ot (4,7 pont a 10-ből) kapott a Rotten Tomatoes oldaltól, valamint a MetaCritic-en 38/100-at adott a filmnek. Az Egyesült Államokban kevés bevételt hozott (57 millió dollár), de világszerte 115 milliót szedett össze (a gyártási költséget 105 millióra becsülik).
Ugyanebben az évben kiadtak egy Xbox konzolra megjelenő videójátékot, a The Chronicles of Riddick: Escape from Butcher Bay-t (később PC-re is átportolták). A játék nagyon jó fogadtatásban részesült, ezen kívül Peter Chung, az Aeon Flux készítője által készített Riddick – A sötét düh című animációs film is hozzásegítette az Universal Pictures-t egy komoly pénzügyi sikerhez. Ezeken kívül 2009-ben várható egy új videójáték, a The Chronicles of Riddick: Assault on Dark Athena.
A vágatlan rendezői változat 2004. november 16-án jelent meg és az első napon 1,5 millió darabot adtak el belőle. A rendező, David Twohy azt mondta, a folytatások nagyban függnek a DVD eladásoktól.

## Folytatások
Egy 2006. március 18-ai Comingsoon.net-es cikkben azt írák, hogy Vin Diesel folytatást akar A Sötétség krónikájához, valamint azt állította, hogy kitalált egy sztorit, ami egy előzményfilm lenne. Valamint egy másik, 2005. március 11-i cikk szerint Diesel elmondta, hogy a harmadik rész az Alaverzumról szólna, a negyedik pedig a Fúriára való visszatérést tenné középpontba.
Más weboldalak szerint David Twohy azt mondta, hogy már dolgoznak a további részeken, és azt tervezi, hogy a folytatás sokkal kisebb költségvetésből készülne, és nem Universal, hanem független film lenne.
Megerősítették, hogy további két folytatás lesz, és hogy Twohy most készíti a forgatókönyveket. A mérsékelt fogadtatás ellenére Diesel kijelentette: nem azért várnak ilyen sok időt, hogy támogatókat találjanak, hanem azért, hogy a történet minél jobb legyen.
„Mindenki tudja, hogy imádom Riddick karakterét és hogy imádok ezen dolgozni. Csak azért csináljuk Twohy-val 5 éve a sztorit, mert azt akarjuk hogy a végeredmény minél jobb legyen.” – nyilatkozta Diesel.